# Hydrosaurus weberi
Hydrosaurus weberi là một loài thằn lằn trong họ Agamidae. Loài này được Barbour mô tả khoa học đầu tiên năm 1911.

## Hình ảnh

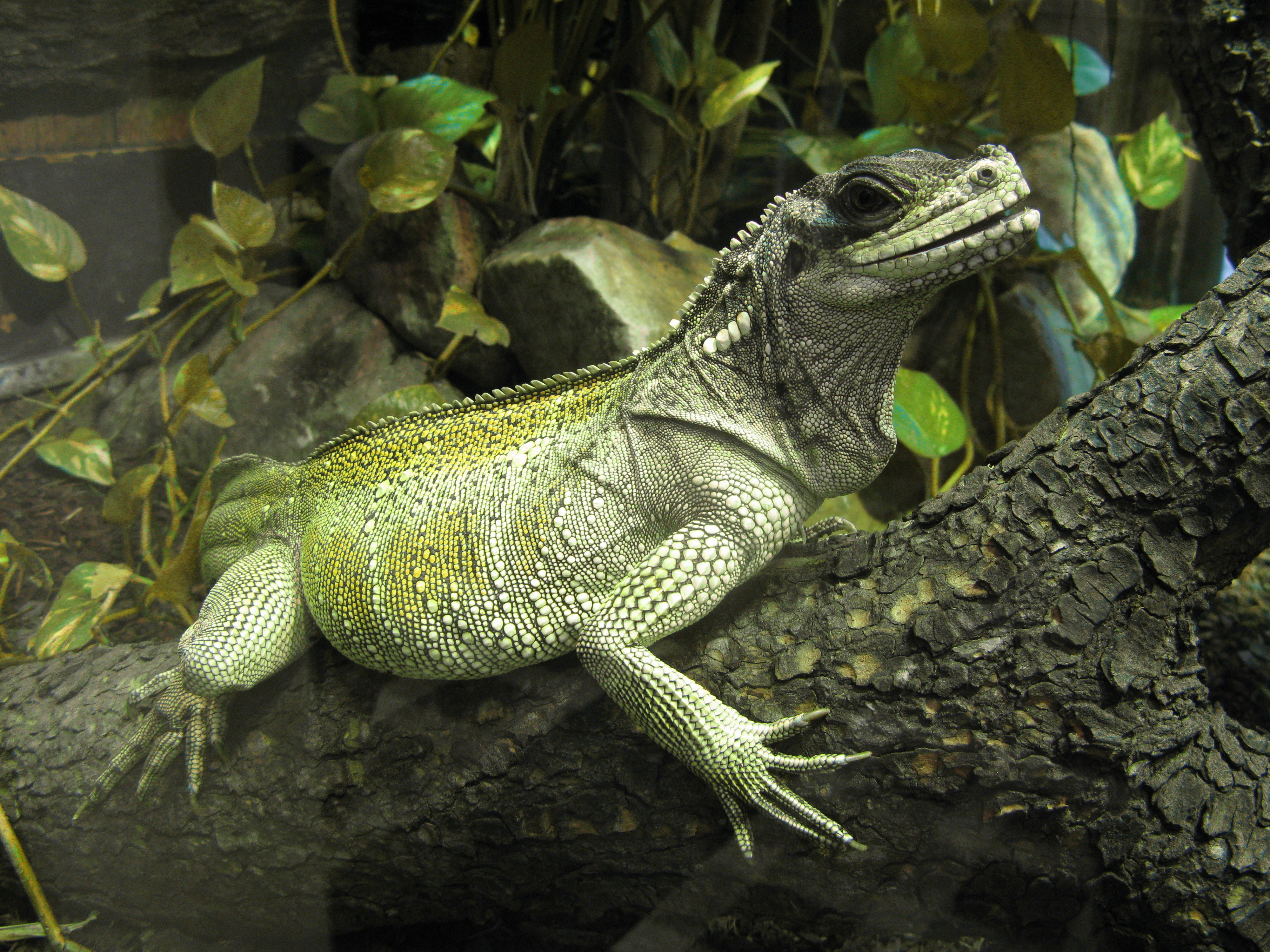
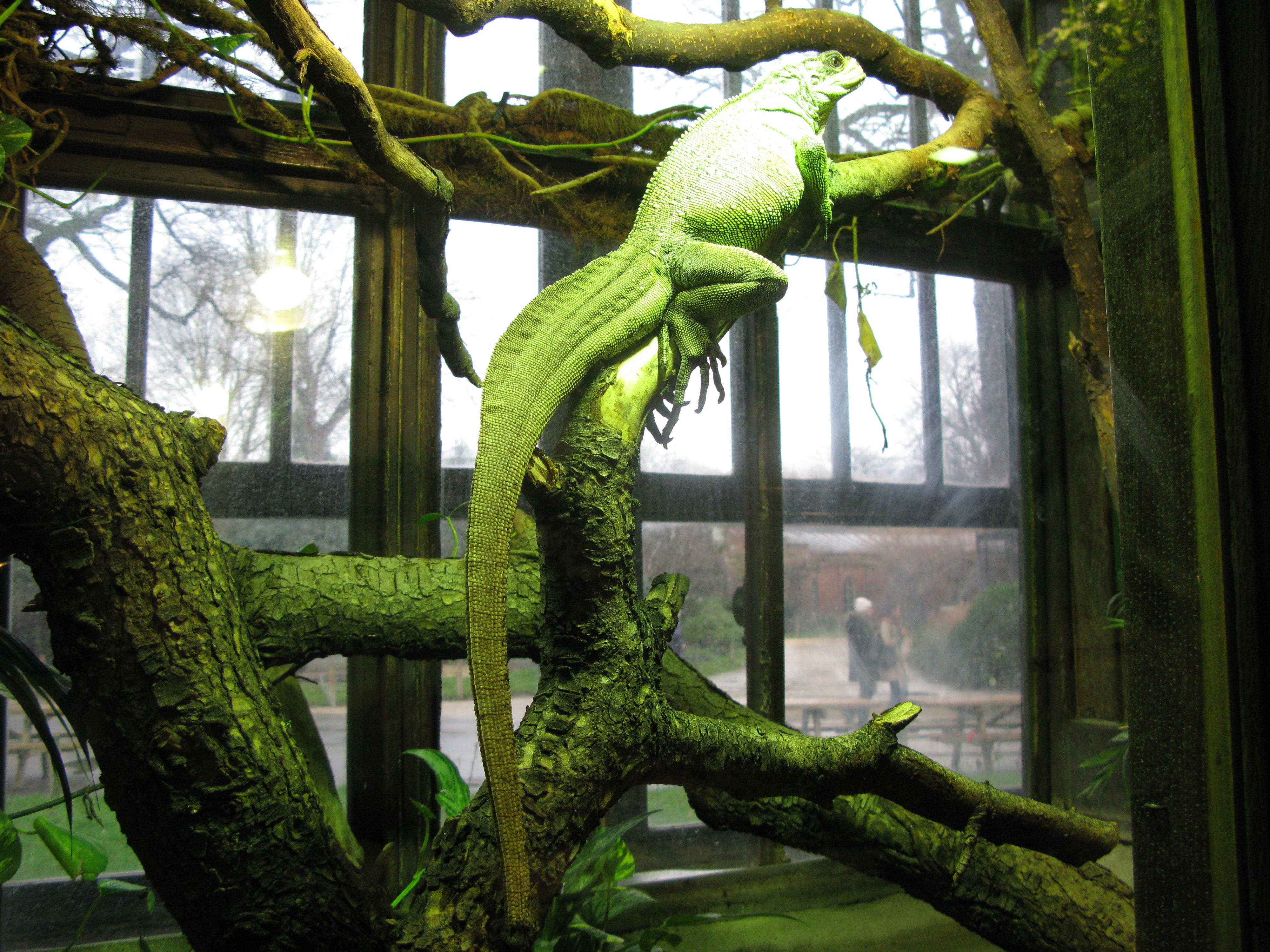
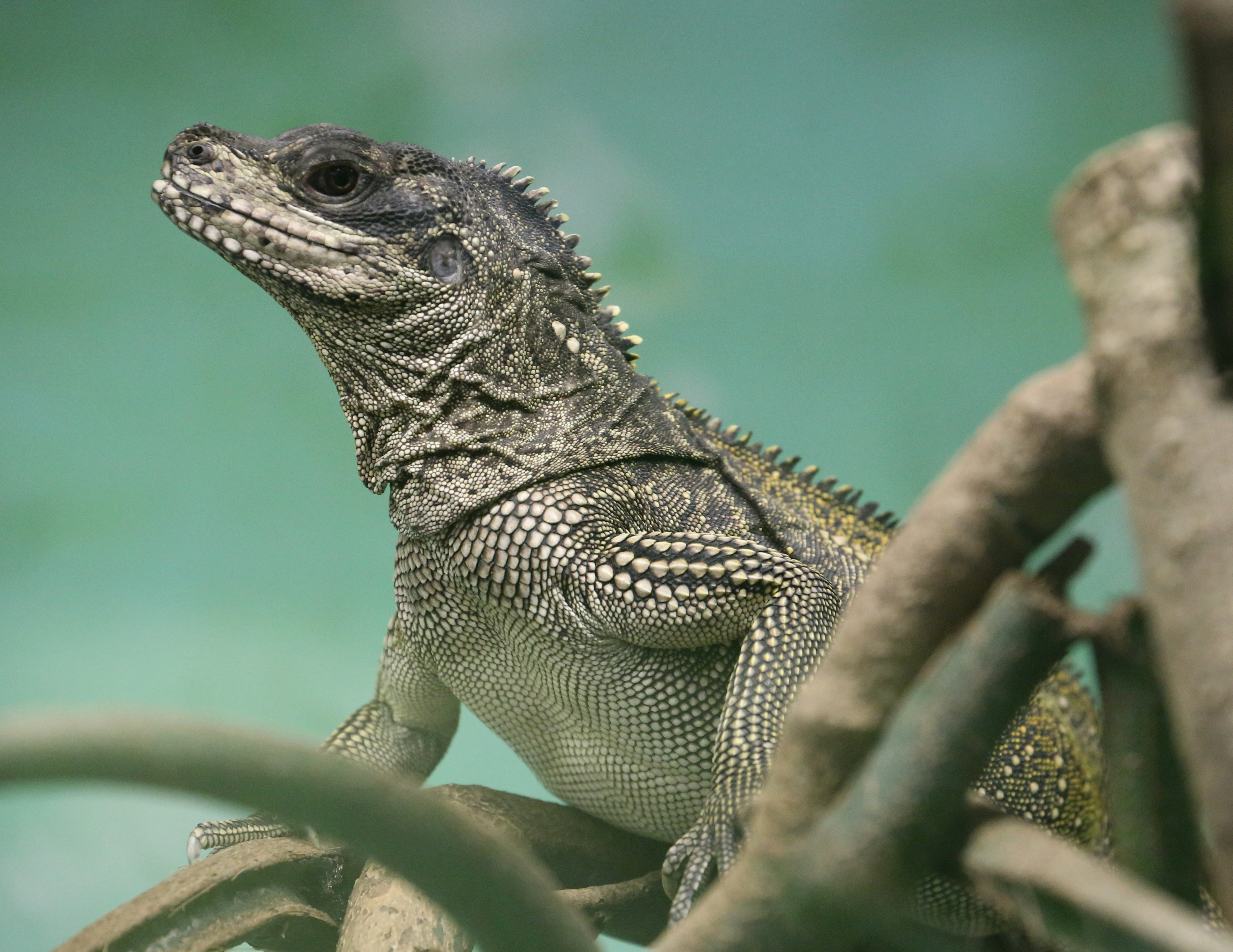